# Productions erreurs
L'utilisation de productions erreurs est une méthode de récupération sur erreur. Elle consiste à ajouter à la grammaire d'un langage des productions contenant la notion d'erreur. Cette technique est notamment utilisée par Yacc.